# Aartseparchie Przemyśl-Warschau
De aartseparchie Przemyśl-Warschau (Latijn: Archieparchia Premisliensis-Varsaviensis ritus byzantini ucraini; Pools: Archieparchia przemysko-warszawska; Oekraïens: Перемисько-Варшавська архиєпархія) is een in Polen gelegen aartseparchie van de Oekraïense Grieks-Katholieke Kerk (vergelijkbaar met een rooms-katholiek aartsbisdom), met zetel in de stad Przemyśl. De aartsbisschop van Przemyśl–Warschau is metropoliet van de kerkprovincie Polen waartoe ook het suffragane eparchie Wrocław-Gdańsk behoort.

## Geschiedenis
De eparchie Przemyśl werd in 1087 gesticht. In eerste instantie conformeerde de stad zich niet aan de Unie van Brest van 1596, waardoor er enige tijd twee bisschoppen actief waren in het gebied. In 1679 werd Innocenty Winnicki bisschop en op 23 juni 1691 accepteerde deze de Unie voor zichzelf en zijn eparchie. De andere bisschop, Iwan Malaxovski, vertrok in hetzelfde jaar naar Chełm, waardoor de normale orde van één bisschop was hersteld. Innocenty Winnicki werd in 1700 opgevolgd door zijn broer Joeri Winnicki, die later metropoliet van Kiev-Galicië zou worden. Op 22 februari 1807 bevestigde paus Pius VII met de apostolische constitutie "In universalis Ecclesiae" de verbondenheid met Rome en werd de eparchie suffragaan aan de aartseparchie Lviv.
Tot 1939 hoorde Przemyś samen met Wrocław en Lviv tot de drie Poolse centra van de Oekraïense Grieks-Katholieke Kerk. Tussen 1939 en 1941 echter werd Lviv in de Oekraïense SSR ingelijfd en in 1941 werd Lviv na de verovering door de nazi's ingelijfd bij het Generaal-gouvernement. Toen de stad in 1944 weer in sovjethanden viel, werden de meeste Poolse inwoners verdreven. Als gevolg van de grensverschuiving na de Tweede Wereldoorlog werd het westelijke deel van de eparchie Przemyśl-Sambir op 31 maart 1947 een zelfstandig Grieks-katholieke diocees met de naam Przemyśl. In 1981 was de laatste grote wijziging in de grenzen van de Grieks-katholieke bisdommen. Hierbij kwam ook de eparchie Przemyśl-Warschau tot stand. Op 24 mei 1996 werd de eparchie door paus Johannes Paulus II met de apostolische costitutie "Ad aptius providendum" verheven tot aartseparchie Przemyśl-Warschau. Hoofdkerk van de aartseparchie is de Johannes de Doperkathedraal in Przemyśl.

## Bisschoppen

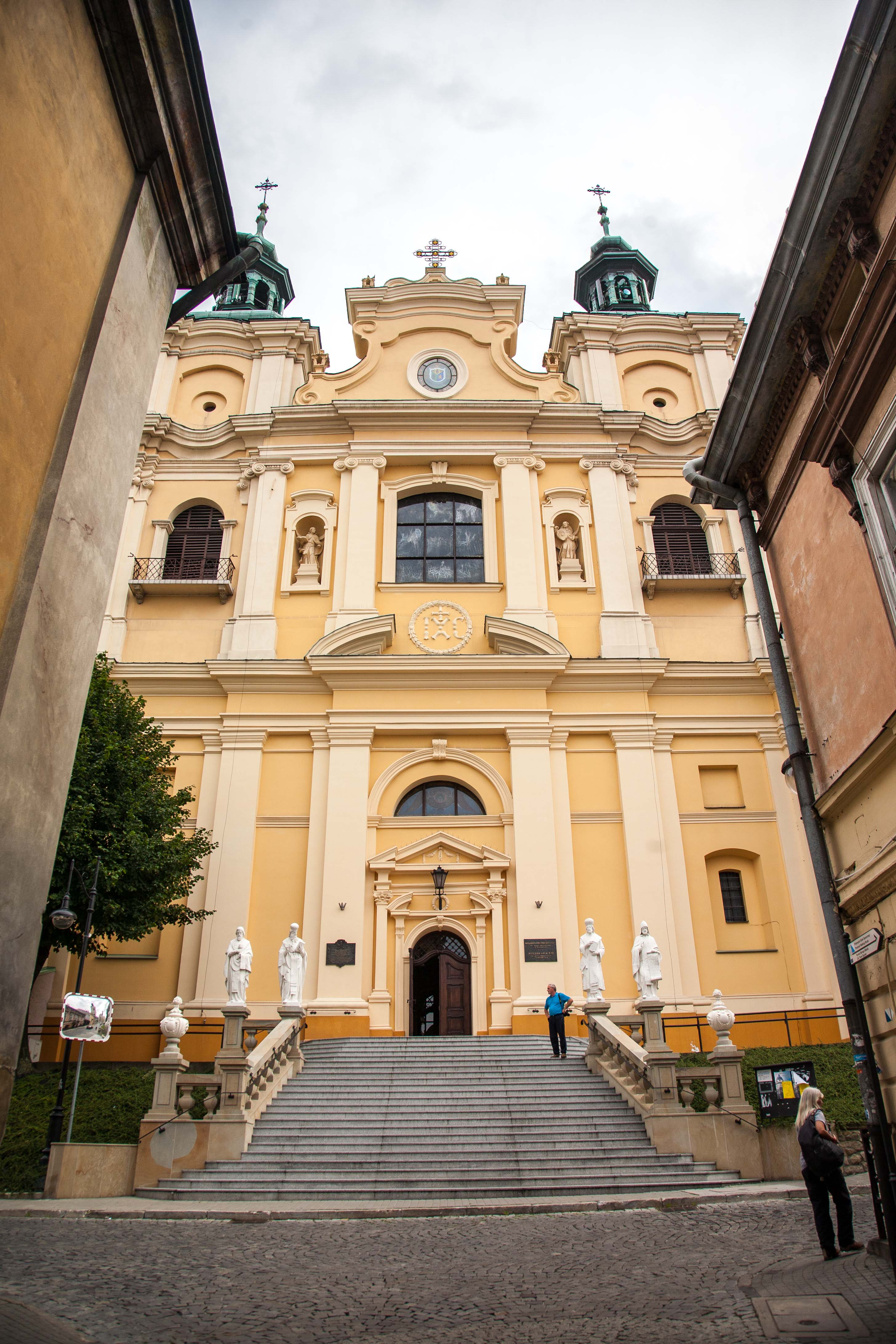
Johannes de Doperkathedraal in Przemyśl
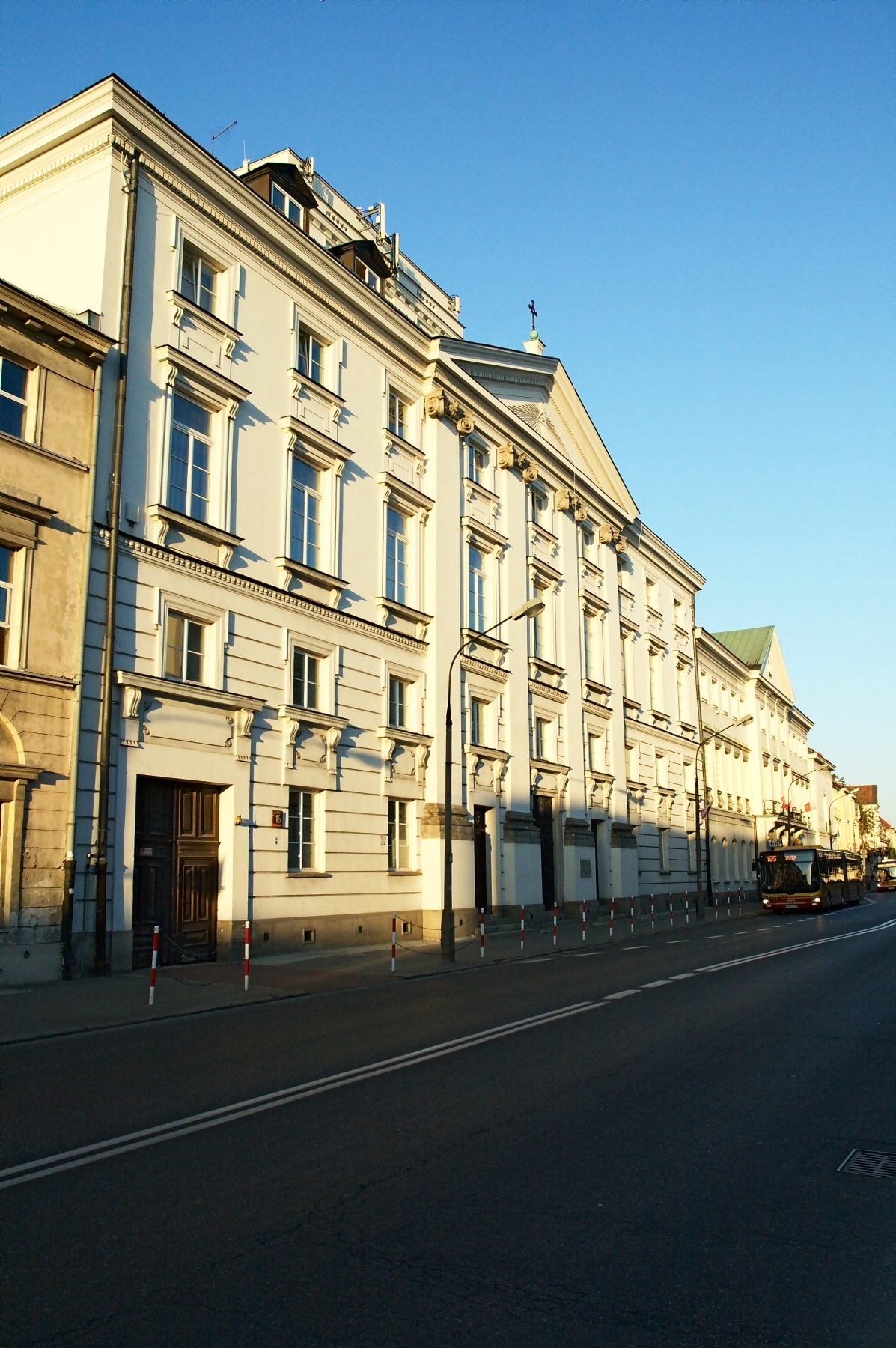
Cokathedraal van de Ontslapenis van de Moeder Gods in Warschau
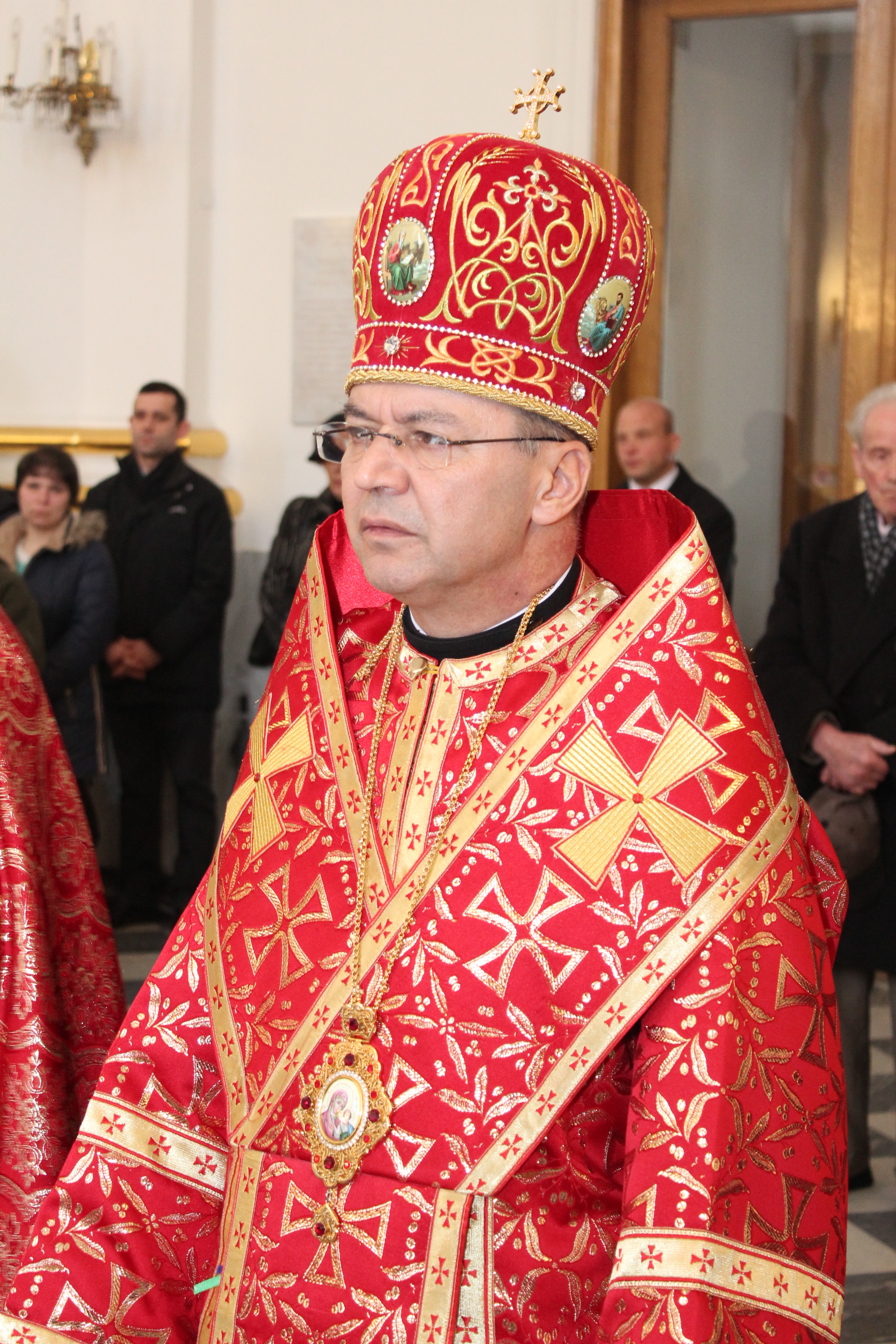
Aartsbisschop Eugeniusz Popowicz